# Jane Curtin
Jane Therese Curtin (Wellesley, 6 settembre 1947) è un'attrice e comica statunitense.
È diventata famosa come membro del cast originale della popolare serie comica televisiva Saturday Night Live nel 1975, per poi vincere due Emmy Awards consecutivi come miglior attrice protagonista in una serie comica negli anni '80 per il ruolo di Allison "Allie" Lowell nella sitcom Kate e Allie. Curtin ha in seguito recitato nella serie di successo Una famiglia del terzo tipo (1996-2001), interpretando il ruolo della Dott.ssa Mary Albright.
Curtin ha inoltre recitato in molti film, tra cui Charlene nella serie di film The Librarian (2004-2008). Ha ripreso il ruolo di uno dei suoi personaggi di Saturday Night Live, Prymaat (Clorhone) Conehead, nel film del 1993 Teste di cono. Viene talvolta definita la "Regina del Deadpan". Il Philadelphia Inquirer l'ha una volta definita una "goccia di acido rinfrescante". È stata inclusa in una lista del 1986 dei "migliori attori e attrici di prime time di tutti i tempi".

## Carriera
Protagonista della prima edizione del programma comico Saturday Night Live, ha conquistato nella sua carriera due Emmy Award.
Dal 1975 è sposata con il produttore Patrick Lynch, dal quale ha avuto una figlia, Tess, nata nel 1983.

## Filmografia parziale

### Attrice

#### Cinema
- Non giocate con il cactus (O.C. and Stiggs), regia di Robert Altman (1985)
- Teste di cono, regia di Steve Barron (1993)
- Shaggy Dog - Papà che abbaia... non morde, regia di Brian Robbins (2006)
- I Love You, Man, regia di John Hamburg (2009)
- Ma come fa a far tutto? (I Don't Know How She Does It), regia di Douglas McGrath (2011)
- Corpi da reato (The Heat), regia di Paul Feig (2013)
- Copia originale (Can You Ever Forgive Me?), regia di Marielle Heller (2018)
- Fata madrina cercasi (Godmothered), regia di Sharon Maguire (2020)
- Queen Bees, regia di Michael Lembeck (2021)
- Jules, regia di Marc Turtletaub (2023)

#### Televisione
- Love Boat – serie TV, episodio 1x09 (1977)
- Kate e Allie – serie TV, 122 episodi (1984-1989)
- Working It Out – serie TV, 13 episodi (1990)
- Una famiglia del terzo tipo – serie TV, 138 episodi (1996-2001)
- The Librarian - Alla ricerca della lancia perduta (The Librarian: Quest for the Spear), regia di Peter Winther – film TV (2004)
- The Librarian 2 - Ritorno alle miniere di Re Salomone (The Librarian: Return to King Solomon's Mines), regia di Jonathan Frakes – film TV (2006)
- The Librarian 3 - La maledizione del calice di Giuda (The Librarian: The Curse of the Judas Chalice), regia di Jonathan Frakes – film TV (2008)
- Provaci ancora Gary – serie TV, 2 episodi (2008-2009)
- Unforgettable – serie TV, 48 episodi (2011-2014)
- The Good Wife – serie TV, episodio 7x01 (2015)
- Broad City – serie TV, episodio  4x06 (2017)
- The Conners – serie TV, episodio 5x10 (2022)
- The Residence – miniserie TV, 6 episodi (2025)

### Doppiatrice
- Z la formica, regia di Eric Darnell e Tim Johnson (1998)
- Hercules - serie animata, episodio 1x15 (1998)
- Ricreazione - serie animata, episodio 2x06 (1998)

## Doppiatrici italiane
Nelle versioni in italiano delle opere in cui ha recitato, Jane Curtin è stata doppiata da:
- Rita Savagnone in The Librarian - Alla ricerca della lancia perduta, The Librarian 2 - Ritorno alle miniere di Re Salomone, The Librarian 3 - La maledizione del calice di Giuda
- Melina Martello in I Love You, Man, Ma come fa a far tutto?, Fata madrina cercasi
- Aurora Cancian in Shaggy Dog - Papà che abbaia... non morde, Unforgettable
- Paola Giannetti in Corpi da reato, The Good Fight
- Alba Cardilli in I Crumb
- Marina Tagliaferri in Working It Out
- Renata Biserni in Una famiglia del terzo tipo
- Lorenza Biella in Copia originale
- Francesca Vettori in Queen Bees
- Franca D'Amato in Jules

Da doppiatrice è sostituita da:
- Lorenza Biella in Z la formica

## Premi e riconoscimenti
- Primetime Emmy Awards
  - 1984 - Migliore attrice protagonista in una serie commedia - Kate e Allie (Kate & Allie)
  - 1985 - Migliore attrice protagonista in una serie commedia - Kate e Allie (Kate & Allie)